# Calle de Alemania (Valladolid)
La calle de Alemania es una vía urbana de la ciudad de Valladolid, España.

## Descripción
Aparece descrita en Las calles de Valladolid de Juan Agapito y Revilla de la siguiente manera:

De hace muchos años había una huerta entre el paseo de Zorrilla, calles de Salamanca, Gabilondo y Florida, que en algún tiempo llamaron del «Cascabel», que adquirió el notable médico Doctor Don Camilo Calleja García. Pasaron los años, se olvidó el cultivo de las hortalizas y se decidió por el propietario destinar los terrenos de la huerta a solares para construir casas, en vista del desarrollo que había tenido la edificación por los alrededores de la huerta. Y en 1927, Don Florentino Bobo Diez, a nombre de su cuñado y poderdante Don Camilo Calleja, presentó una instancia, acompañada de un plano firmado en 4 de Abril del mismo año, por el novel arquitecto Don Luciano Solache Serrano, en la que solicitó del Ayuntamiento el trazado de tres calles, a través de la huerta, con su subdivisión de solares para construir casas. Una de las calles, la principal, iría desde el paseo de Zorrilla a la de Gabilondo; otra sería normal a ella y tendría su entrada por la calle de Salamanca y terminaría en la primera de las expresadas, y la tercera, partiría de esta misma, eje del trazado, para tener su salida a la de la Florida, pero sin ser prolongación o continuación de la segunda, como hubiera sido más natural, aunque el mayor aprovechamiento fuese el que se proponía. A esa calle eje, la que iría del paseo de Zorrilla a la calle de Gabilondo, se la pondría el título de «calle de Camilo Calleja». Como había pensamientos sobre ampliar las escuelas de niños del final del mencionado paseo, se suspendió lo de la segunda calle hasta ver lo que se decidía, y se aprobó el trazado de calles por el Ayuntamiento pleno de 11 de Noviembre de 1929.  

Se repitió la idea de abrir las calles por instancia del señor Bobo, de 17 de Noviembre de 1930, sin más alteración que sustituir el nombre de la «calle de Camilo Calleja» por el de «Travesía de Zorrilla» y proponer para la segunda de las tres calles trazadas el de «Travesía de Salamanca», sin poner título a la tercera, y todo ello se aprobó por la Comisión permanente municipal en sesión de 26 de Noviembre de 1930. Y de tal modo quedó sancionada la calle, así como el título de «Travesía de Salamanca», volviendo a lo antiguo de rotular con el genérico de «travesía» lo abolido ya hace años, pues sólo debe haber calles, plazas, plazuelas y paseos.  

Con el deseo de que desaparezcan dichas llamadas «Travesías», así como en 1863 se hizo con los denominados «corrales» desde tiempo inmemorial, al rectificar y corregir la nomenclatura de las calles de la ciudad, la Comisión gestora municipal, en sesión de 28 de Abril de 1937, acordó señalar las tres calles formadas en lo que fue «huerta del Cascabel» con los nombres de las naciones europeas que mostraron sus simpatías por el Movimiento Nacional de España, y, por tanto, se designó con el título de «calle de Alemania» la que se conocía por «travesía de Salamanca».
(Agapito y Revilla, 1937, pp. 18-19)